# Messe Luzern
Die Messe Luzern organisiert seit den 1980er Jahren jährlich die Verbrauchermesse LUGA. Daneben veranstaltet sie Fachmessen wie die Suisse Tier, die appli-tech, die Zebi, die Hardware, die Swiss Plastics Expo, die Suisse Floor, die AM Expo, die Swiss Abilities, die Swiss Medtech Expo und die Zagg. Das Messegelände im Zentrum von Luzern besteht aus vier Hallen mit einer Ausstellungsfläche von rund 15'000 m². Das Freigelände beträgt zusätzlich rund 2'000 m². Die Betreiberin des Geländes ist die Messe Luzern AG. Auf dem Messegelände finden jährlich etwa 15 Messen und über 100 weitere Events mit total 300'000 Besuchenden statt.

## Infrastruktur

### Halle 1
Die Halle 1 weist mit einer Länge von 90 Metern, einer Breite von 55 Metern eine Bruttofläche von rund 5'000 Quadratmeter auf. Die Halle hat Stützenfreiheit und 11,5 Meter Raumhöhe. Die Kapazitäten der Halle 1 umfassen mit Stehplätzen 6000 Personen, mit Konzertbestuhlung 5000 Personen und mit Bankettbestuhlung 4000 Personen. 
In der Halle 1 befinden sich ein Veranstalterbüro, ein Aufenthaltsraum, vier Backstageräume (3 Garderoben mit Dusche und Toilette, 1 Teeküche). Optional kann in der Halle 1 ein bedientes Restaurant mit 180 Sitzplätzen betrieben werden.

### Halle 2
Die Halle 2 weist mit einer Länge von 90 Metern, einer Breite von 55 Metern und einer Höhe von 9,6 Metern eine Bruttofläche von rund 5'000 Quadratmeter auf. Die Kapazitäten der Halle 2 umfassen mit Stehplätzen 5000 Personen, mit Konzertbestuhlung 5000 Personen und mit Bankettbestuhlung 4000 Personen. In der Halle 2 befindet sich unter anderem ein Veranstalterbüro. Zu den Besonderheiten gehört die Verdunkelbarkeit mithilfe von 8 Oblichtern. Für die Anlieferung während Messen und Events stehen 10 Anlieferungstore- und Türen zur Verfügung.

### Foyer
Das Foyer, welches die Hallen 1 und 2 verbindet, ist 1180 Quadratmeter gross. Im Foyer befindet sich eine Kaffeebar mit Steh- und Sitzplätzen sowie das messeeigene Restaurant mit Platz für 350 Personen. Ebenfalls gibt es im 1. Obergeschoss eine Galerie, die freie Sicht ins Foyer und Restaurant erlaubt. Ein Sanitätsraum, 12 Damentoiletten, 6 Herrentoiletten, 12 Pissoirs und 2 behindertengerechte Toiletten vervollständigen die sanitären Installation in der Halle. 

### Forum
Das Forum umfasst drei Forumsräume, ein Foyer, eine Dachterrasse und einen Empfangsbereich. Die gesamte Forums-Infrastruktur umfasst 900 Quadratmeter.
Je nach Setting (Konzertbestuhlung, Seminarbestuhlung, Bankettbestuhlung oder Sitzungsbestuhlung) bietet das Forum 1 mit 365 Quadratmetern Platz für 200 bis 480 Personen, das Forum 2 mit 104 Quadratmetern für 25 bis 100 Personen und das Forum 3 mit 72 Quadratmetern für 20 bis 50 Personen.

### Halle 3
Die Halle 3 bietet ein Erdgeschoss mit 1200 Quadratmetern Fläche und einem 400 Quadratmeter grossen Lichthof sowie ein Obergeschoss mit 400 Quadratmetern Fläche. Das Obergeschoss bietet ein bedientes Restaurant mit 200 Sitzplätzen inklusive Terrasse. Zur Anlieferung steht ein Warenlift (L: 2,9 m | B: 1,5 m | H: 2,1 m) zur Verfügung.
Die Kapazität des Erdgeschoss umfasst mit Stehplätzen 1050 Personen, jene des Obergeschosses 400 Personen.

### Halle 4
Die Halle 4 weist mit einer Länge von 79 Metern, einer Breite von 38 Metern und einer Höhe von 3,1 bis 9,6 Metern eine Bruttofläche von rund 3'000 Quadratmetern auf.
Zur Halle 4 gelangt man durch die Verbindungstreppe in der Halle 3. Optional kann auch eine Innenrampe den Zugang zwischen der Halle 3 und Halle 4 sichern. Diese beiden Hallen sind nur kombiniert nutzbar. Eine Aussenrampe am Ende der Halle 4 dient zur Anlieferung. Fluchttreppen und Verdunkelung der Halle können genutzt werden. Die Kapazitäten der Halle 4 umfassen mit Stehplätzen 2555 Personen, mit Konzertbestuhlung 2500 Personen und mit Bankettbestuhlung 2400 Personen. 

## Veranstaltungen
Die Messe Luzern AG ist einerseits Vermieterin und macht die Messe Luzern als Infrastruktur für Organisatoren von öffentlichen sowie geschlossenen Veranstaltungen zugänglich. 
Andererseits ist die AG selbst Veranstalterin von Messen und Konferenzen.

### Messen und Konferenzen
In den Hallen findet jährliche mehrere Messen und Konferenzen statt.

Durchgeführte Messen der Messe Luzern AG:
- Luga – Zentralschweizer Frühlingsmesse
- Zebi – Zentralschweizer Bildungsmesse
- Suisse Tier – Nationale Fachmesse für Nutztierhaltung
- Swiss Plastics Expo –  Fachmesse und Symposium für alle, die mit Kunststoff arbeiten
- Suisse Floor – Schweizer Fachmesse für Bodenkompetenz
- appli-tech – Fachmesse für die Maler- und Gipserbranche, Trockenbau und Dämmung
- Hardware – Fachmesse für die Eisenwaren- und Werkzeugbranche
- Swiss Medtech Expo –  Fachmesse und Symposium für die Medizintechnik
- AM Expo – Fachmesse und Symposium für additive Fertigung
- Swiss Abilities – die Messe mit Impulsen für ein selbstbestimmtes Leben
- Zagg – der nationale Treffpunkt mit relevanten Trends für Gastronomie und Hotellerie

Durchgeführte Konferenzen der Messe Luzern AG:
- Brennpunkt Nahrung – Fachkonferenz über Trends, Märkte und Management in der Schweizer Land- und Ernährungswirtschaft
- Trendtage Gesundheit Luzern – Machbarkeit, Finanzierbarkeit und Ethik im Gesundheitswesen

### Tagungen und Bankette
In den Hallen der Messe Luzern finden weitere Fach- und Publikumsmessen, Generalversammlungen, Kongresse, Tagungen, Bankette, Firmen-, Musik- und andere Veranstaltungen von weiteren Veranstaltern statt.

## Verkehrsanbindung

### Individualverkehr
Das Messegelände liegt an der Kantonsstrasse K 32 Luzern–Horw und ist über die Ausfahrt «Luzern-Horw» an die Autobahn A2 angeschlossen. Zur Parkierung von Personenwagen stehen zusammen mit der Swissporarena drei Aussenparkplätze sowie das Parkhaus beim Sportgebäude zur Verfügung, welche bei Grossanlässen durch Eventparkplätze ergänzt werden. Es stehen Veloparkplätze bei der S-Bahn-Haltestelle «Luzern Allmend/Messe» zur Verfügung.

### Öffentlicher Verkehr
Die S-Bahn-Linien S4 und S5 verkehren ab dem Bahnhof Luzern bis zur Haltestelle «Luzern Allmend/Messe». Zudem verbindet die Buslinie 20 der Verkehrsbetriebe Luzern das Messegelände mit dem Bahnhof Luzern sowie Horw.